# Philipp Schwarzenberg
Philipp Georg Schwarzenberg (* 10. Mai 1817 in Kassel; † 26. Juni 1885 in Florenz) war ein deutscher Chemiker und Unternehmer, der – wie sein Vater Ludwig Schwarzenberg – Abgeordneter in der Frankfurter Nationalversammlung war.

## Leben
Nach einem Studium der Chemie arbeitete Schwarzenberg ab 1835 in Thann als Praktikant in einer chemischen Fabrik und unterrichtete von 1836 bis 1837 Naturwissenschaften in Metz. Ab 1837 war er Besitzer der chemischen Fabriken in Ringkuhl bei Kassel.
Vom 18. Mai 1848 bis zum Ende des Rumpfparlaments am 18. Juni 1849 vertrat er den 6. kurhessischen Wahlkreis Melsungen in der Frankfurter Nationalversammlung. Dort zählte er zur Fraktion Westendhall und war Mitglied im volkswirtschaftlichen Ausschuss und im Ausschuss über die Ministerverantwortlichkeit.
Nach dem Ende der Nationalversammlung strengte die kurhessische Regierung ein Verfahren wegen Hochverrats gegen Schwarzenberg an, dem er sich durch Flucht in die Schweiz entzog. Von 1880 bis 1884 war er für die Deutsche Fortschrittspartei Abgeordneter im Reichstag für den Reichstagswahlkreis Regierungsbezirk Kassel 2.